# Wstrząs septyczny
Wstrząs septyczny – forma sepsy, w której dochodzi do rozwoju wstrząsu. Do jego wystąpienia dochodzi w momencie wyczerpania mechanizmów kompensacyjnych organizmu chorego. Wstrząs septyczny ze względu na wyjątkowe cechy jest kwalifikowany jako zupełnie osobna forma wstrząsu. Często termin ten jest błędnie używany jako synonim ogólnoustrojowej reakcji zapalnej, sepsy czy posocznicy. Sam wstrząs septyczny nie jest chorobą samą w sobie. Nie istnieją genetyczne uwarunkowania rozwoju wstrząsu septycznego, predysponowane do jego rozwoju są osoby z zaburzeniami odporności.

## Patofizjologia
U podstaw patofizjologii wstrząsu septycznego leży nieadekwatna do potrzeb synteza tlenku azotu (NO) w komórkach śródbłonka naczyń krwionośnych. Upośledza to znacznie autoregulację mikrokrążenia krwi, w efekcie czego następują zaburzenia dystrybucji tlenu w poszczególnych narządach i tkankach. Spowodowana tym niewydolność tych narządów prowadzi z kolei do rozwoju zespołu niewydolności wielonarządowej. Cząsteczki bakteryjne prowadzą do uwolnienia przez komórki TNF-α i interleukin: 1, 6 i 8.
Klinicznie wstrząs septyczny charakteryzuje się opornym na standardowe leczenie spadkiem ciśnienia tętniczego krwi. Rzut serca w początkowym stadium może być wyższy od normalnego ("ciepła" faza wstrząsu), w miarę narastania zaburzeń metabolicznych  spada poniżej normy ("zimna" faza wstrząsu). 

## Rokowanie
Śmiertelność w wyniku wstrząsu septycznego utrzymuje się na niezmiennym poziomie od kilkudziesięciu lat i wynosi ok. 40%. Paradoks ten jest prawdopodobnie spowodowany większą liczbą rozpoznanych przypadków wstrząsu septycznego, co niweluje lepsze wyniki leczenia.

## Leczenie
Jak każdy chory we wstrząsie pacjent ze wstrząsem septycznym powinien być leczony w oddziale intensywnej terapii lub spełniającym jego standardy. Podstawą leczenia jest leczenie zakażenia, które wywołało sepsę. Sam wstrząs leczony jest objawowo.

## Profilaktyka
Zapobieganie właściwie sprowadza się do zapobiegania zakażeniom szpitalnym i rozwojowi sepsy.

Przeczytaj ostrzeżenie dotyczące informacji medycznych i pokrewnych zamieszczonych w Wikipedii.